# Zanclotus wilderae
Zanclotus wilderae är en tvåvingeart som beskrevs av Sinclair 1999. Zanclotus wilderae ingår i släktet Zanclotus och familjen dansflugor. Inga underarter finns listade i Catalogue of Life.